# Shaojiadu
Shaojiadu (kinesiska: 邵家渡, 邵家渡镇) är en köping i Kina. Den ligger i provinsen Zhejiang, i den östra delen av landet, omkring 180 kilometer sydost om provinshuvudstaden Hangzhou.
Genomsnittlig årsnederbörd är 2 144 millimeter. Den regnigaste månaden är augusti, med i genomsnitt 395 mm nederbörd, och den torraste är januari, med 73 mm nederbörd.